# Adolf Schmidt (Musiker)
Adolf Schmidt (Pseudonym Schmidt-Dolf; * 23. April 1845 in Breitenfurt, Erzherzogtum Niederösterreich; Kaisertum Österreich; † 28. November 1905 in Hetzendorf (Wien), Wien, Österreich-Ungarn) war ein österreichischer Musikpädagoge, Chorleiter und Komponist. Er war viele Jahre Direktor der Horak’schen Musikschule in Wien. Hier fungierte er als Dozent für Chor- und Sologesang. Daneben leitete er diverse Wiener Chöre wie die Wiener Singakademie und den Wiener Damen-Gesangverein, den er selbst begründete, und trat als Komponist vor allem von Chorwerken, Liedern und Klavierstücken in Erscheinung.

## Leben
Adolf Schmidt studierte vier Semester Rechtswissenschaft (Jus) an der Universität Wien. Im Rahmen seiner musikalischen Ausbildung hatte er Klavierunterricht bei August Tuma, Josef Adalbert Pacher (1818–1878) und Josef Dachs, Gesangsunterricht bei Friedrich Schmidt (1812–1884) und Julius Stockhausen sowie Unterricht in Musiktheorie und Komposition bei Simon Sechter und Franz Krenn. Er soll auch bei Anton Bruckner Unterricht erhalten haben. Nachdem er sich endgültig für eine Karriere als Musiker entschieden hatte, wurde er 1867 Musikdirektor am Kollegium Kalksburg. Von 1879 bis 1905 unterrichtete er Klavier und Gesang an der Horak’schen Klavierschule. 1879 war er Chormeister des Wiedener Männerchors. Von 1881 bis 1884 leitete er zunächst als artistischer Direktor gemeinsam mit dem Chormeister Eusebius Mandyczewskis die Wiener Singakademie. Im Februar 1882 wurde Schmidt-Dolf Chormeister-Stellvertreter des Gauverbands der Gesangvereine Wiens und der Vororte. 1883 wurde er Leiter der neu eingerichteten Abteilung für Sologesang der Horak’schen Klavierschule. Daneben leitete er auch die Chorschule des Instituts. Im September 1883 wurde er Chormeister des Kaufmännischen Gesangvereins Wien. 1885 gründete er den Wiener Damen-Singverein. Paula von Lichtenfels war Ende der 1880er Mitglied seiner Gesangsklasse. Schmidt-Dolf leitete bald die Wiedener Schule des Horak’schen Instituts. Nach einer Pause übernahm er im Jänner 1889 wieder die Stelle des artistischen Direktors bei dem von ihm gegründeten Wiener Damen-Gesangverein. Am 5. Mai 1891 feierte Schmidt-Dolf sein 25-jähriges Künstlerjubiläum. Im Saal der Wiedener Musikschule fand eine Erinnerungsfeier statt. In einem 30 Beiträge umfassenden Programm, alles Kompositionen Schmidt-Dolfs, stellten die Schüler des Instituts sein Werk dem zahlreich erschienenen Publikum vor. Im Mai 1896 gab er erneut seine Stelle als Chormeister des Wiener Damen-Gesangvereins auf. Bis zu seinem Tod 1905 leitete er das Wiedener Institut der ehemals Horak’schen Musikschule, die jetzt nach ihrem neuen Direktor, dem Pianisten Franz Brixel (1862–1914), benannt wurde.

## Werke (Auswahl)
- Alpenrosen op. 8 für Singstimme und Klavier, verlegt bei Robitschek in Wien
- Fesch ! Polka Mazurka für Klavier op. 10, verlegt bei Otto Maass in Wien
- Seeläuten op. 16 für Männerchor a cappella, Text: Text Georg Zetter unter dem Pseudonym Friedrich Otte. dem Männergesangverein in Reichenberg gewidmet, verlegt bei F. Wessely in Wien
- Gold’ne Wolk’ in stiller Höh’ op. 18 für Männerchor a cappella, Text: J. Altmann, dem Männergesangverein Liederkranz in Ödenburg gewidmet
- Gruß an den Frühling op. 19, für Männerchor a cappella, Text: Heinrich Weismann, dem Männerchor Arminius gewidmet, verlegt bei Schreiber in Wien
- Frühlingsnacht op. 20, für Männerchor a cappella, dem Kaufmännischen Gesangverein Wien gewidmet, verlegt bei Schreiber in Wien
- Valse brillante op. 21 für Klavier, verlegt bei c. A. Spina in Wien
- Grüßet sie mir, Polka Mazurka für Männerchor mit Orchester oder Klavier op. 22, Text: Emanuel Geibel, dem Vorstand des Wiedener Männerchors Carl Schmidl gewidmet, am 14. November 1879 aufgeführt bei einem Konzert der Teplitzer Liedertafel[18][19], verlegt bei Spina in Wien
- Hochländisches Wiegenlied op. 25 Nr. 14, für dreistimmigen Frauenchor, Text. Robert Burns, verlegt bei Rebay und Robitschek
- Weiss nicht wie’s kommen ist op. 31 für vierstimmigen Männerchor, Text: M. von Milborn, verlegt bei Buchholz und Diebel, Wien
- In der Ferne, Polka francaise für Männerchor mit Klavierbegleitung op. 32, 1879 verlegt bei Markus Krämer in Wien
- Impromptu fis-moll für Klavier op. 35, Fantasiestück, 1880 verlegt bei Cranz in Hamburg
- Morgenständchen für Klavier op.36, Fantasiestück, 1880 verlegt bei Cranz in Hamburg
- Die drei Liebchen op. 37, Ballade für drei Solostimmen (Tenor I, Bass I und Bass II), Männerchor und Klavier, Text: Heinrich Hoffmann, Incipit: Drei muntre Burschen sassen, 1880 verlegt bei Buchholz und Diebel in Wien. Eine Orchesterfassung wurde vom Männergesangverein Liedertafel Teplitz bei einem Konzert am 20. November 1881 in Teplitz aufgeführt.[20][21] OCLC 1038126818
- Ich kann es nimmer glauben op. 38, Lied für Singstimme mit Klavier, Text: Victor Maria v. Milborn (* 1829), 1882 verlegt bei Buchholz und Diebel in Wien
- Sie trugen mir fortden Buben op. 39, Lied für Singstimme mit Klavier, 1882 verlegt bei Buchholz und Diebel in Wien
- Wiegenlied op. 40, Lied für Singstimme mit Klavier, 1882 verlegt bei Buchholz und Diebel in Wien
- Geisterbitte op. 41, Lied für Singstimme mit Klavier, 1882 verlegt bei Buchholz und Diebel in Wien
- Wenn einst gebrochen mein Herz op. 42, Lied für Singstimme mit Klavier, 1882 verlegt bei Buchholz und Diebel in Wien
- Dir allein op. 43, Lied für Singstimme mit Klavier, 1882 verlegt bei Buchholz und Diebel in Wien
- Sehnsucht op. 44, Lied für Singstimme mit Klavier, Text: Franz Bergauer, 1882 verlegt bei Buchholz und Diebel in Wien
- Gold’ne Wolk’ in stiller Höh’ op. 45, Lied für Singstimme mit Klavier, 1882 verlegt bei Buchholz und Diebel in Wien
- Bis an’s Tor op. 46, Lied für Singstimme mit Klavier, 1882 verlegt bei Buchholz und Diebel in Wien
- Die Tage der Rosen op.47 für gemischten Chor mit Klavierbegleitung, 1883 verlegt bei Buchholz und Diebel in Wien, 1884 beim Verlag Rebay & Robitschek in Wien
- Willkommen mein Wald, op. 48 für dreistimmigen Frauenchor mit Klavierbegleitung, Text: Otto Roquette, verlegt bei Rebay und Robitschek in Wien, auch Fassung für gemischten Chor
- O wie wunderschön ist die Frühlingszeit op. 49,Wenn der Frühling auf die Berge steigt, Männerchor mit Soloquartett, publiziert beim Verlag Rebay & Robitschek in Wien, 1884
- Dornröslein op. 50, Lied für Singstimme mit Klavier, 1882 verlegt bei Buchholz und Diebel in Wien
- Schon fängt es an zu dämmern op.51 für Männerchor mit Tenorsolo, Text. Emanuel Geibel, 1880 verlegt bei Buchholz und Diebel in Wien, auch Fassung für dreistimmigen Frauenchor
- Es lauschte das Laub so dunkelgrün op. 52 für Männerchor, Text: August Klingemann, 1880 verlegt bei Buchholz und Diebel in Wien OCLC 1038110911
- Au du printemps, Valse elegante op.53 für Klavier, 1882 verlegt bei Buchholz und Diebel in Wien, aufgeführt beim Konzert der Wiener Singakademie am 29. April 1882 im Lokal Zum grünen Thor in Wien, aus diesem Anlass, dem Frühlingsfest der Akademie, der Wiener Singakademie gewidmet.
- Frühlingsliebe, Frühlingssinnen op.54 für dreistimmigen Frauenchor mit Klavierbegleitung, Incipit: Blühen die Rosen nicht,1882 verlegt bei Buchholz und Diebel in Wien
- Normal – Polka francaise op. 55, Humoristischer Chor für vier Männerstimmen mit Klavierbegleitung, auch als Quartett zu singen, verlegt 1885 beim Verlag Rebay & Robitschek in Wien
- Pfingsten ist gekommen op. 56, für dreistimmigen Frauenchor mit Klavierbegleitung, publiziert beim Verlag Rebay & Robitschek in Wien, 1886
- Serenata op.57 für Klavier, publiziert beim Verlag Rebay & Robitschek in Wien, 1886
- Mazurka op.58 für Klavier, publiziert beim Verlag Rebay & Robitschek in Wien, 1886
- Zwei Liederop.59 füreineSingstimme mit Pianoforte, publiziert beim Verlag Rebay & Robitschek in Wien, 1887
  - Nr. 1: In dem Dornbusch
  - Nr. 2: Ihre Augen
- Mazurka op.60 für Klavier, publiziert beim Verlag Rebay & Robitschek in Wien, 1887
- Waldeszauber, Salon-Polka op. 61 für Klavier, publiziert beim Verlag Rebay & Robitschek in Wien, 1887
- Nachts über die Haide, Charakterstück Op.62 für Klavier, Coloman Chován (1852–1928) gewidmet, publiziert beim Verlag Rebay & Robitschek in Wien, 1887[Digitalisat 1]
- Impromptu op. 64 für Klavier, verlegt beim Verlag Rebay & Robitschek in Wien OCLC 839253214
- Lieblingsplätzchen op. 66 für dreistimmigen Frauenchor, Text: aus Des Knaben Wunderhorn, publiziert beim Verlag Rebay & Robitschek in Wien, 1891, wurde am bei einem Konzert des Wiener Damen-Gesangvereins am Staatsbahnhof am 11. April 1891 uraufgeführt, er widmete den Chorsatz Marie Kohn, der Präsidentin des Vereins[22]
- Barcarole op. 67, seiner Schülerin Olga Wischata gewidmet, publiziert beim Verlag Rebay & Robitschek in Wien
- O wie wunderschön ist die Frühlingszeit op. 69 für dreistimmigen Frauenchor mit Klavierbegleitung, Text: Friedrich von Bodenstedt, verlegt bei Adolf Robiczek, Leipzig
- Im Fliederhain op. 70 für Männerchor, 1896 publiziert bei F. Röhrich in Wien
- Das gschmagin Diarndl, Lied; aufgeführt auf der Faschingsfeier der Wiener Singakademie am 13. Februar 1882 im Hotel Weißes Roß in Wien von Marie Kirchl.[23]
- Liebeslied aus dem 16. Jahrhundert. Incipit: Das Lieben bringt gross’ Freud, Bearbeitung für gemischten Chor, 1882 verlegt bei Buchholz und Diebel in Wien, aufgeführt beim Volkskonzert der Wiener Singakademie am 29. Januar 1882[24]
- ’s is da Brauch a so, Männerchor
- ’s Pfürthdigottnehma, Chor im Volkston, aufgeführt am Gründungs-Sänger-Gau-Fest des Gauverbands der Gesangvereine Wiens und der Vororte am 8. Juni 1882 im Augarten[25]
- Waldeinsamkeit für Singstimme und Klavier, aufgeführt bei einem Liederabend seiner Schülerin Helene Hofecek am 16. November 1893 im Saal Ehrbar in Wien[26]
- Ludwig van Beethoven: Gottes Macht und Vorsehung, Hymne an die Nacht nach dem Andante con moto der Klaviersonate Nr. 23 op. 57 Appassionata für dreistimmigen Frauenchor a cappella, Text: Christian Fürchtegott Gellert, verlegt bei Robitschek in Wien
- Robert Schumann: Im Walde op. 75, 2 für dreistimmigen Frauenchor mit Klavierbegleitung eingerichtet von Dolf Schmitt, Text: Joseph von Eichendorff, verlegt bei Rebay & Robitschek
- Robert Schumann: Zigeunerleben op. 29, 3 Text: Emanuel Geibel, Incipit: Im Schatten des Waldes. eingerichtet für dreistimmigen Frauenchor von Dolf Schmidt, verlegt bei Robitschek in Wien und Wiesbaden

## Digitalisate
1. ↑  Nachts über die Haide, Op.62 als Digitalisat bei IMSLP